# Bill Crabtree
Bill Crabtree é um colorista de histórias em quadrinhos americanas. Ao lado dos desenhistas Cory Walker e Ryan Ottley, ilustrou as 50 primeiras edições da aclamada série Invincible, escrita por Robert Kirkman, publicada pela Image Comics. Crabtree deixou de contribuir com a série em 2008 e em 2011 veio a colorizar, pela mesma editora, a série Mudman, criada por Paul Grist. Pela Oni Press, vem contribuído desde 2010 com o desenhista Brian Hurtt na série The Sixth Gun, escrita por Cullen Bunn
Foi indicado ao Harvey Award de "Melhor Colorista" em 2004 por seu trabalho em Invincible e ao Eisner Award em 2012, na mesma categoria, por seu trabalho em The Sixth Gun.